# Gaston de Gerlache de Gomery
Baron Gaston de Gerlache de Gomery (* 17. November 1919 in Brüssel; † 13. Juli 2006 in Oudenaarde) war ein belgischer Polarforscher. Wie sein Vater Adrien de Gerlache de Gomery führte er Expeditionen in die Antarktika.

## Leben
Im 2. Weltkrieg war de Gerlache Oberstleutnant bei der Royal Air Force.
Am 12. November 1957 verließ Gaston de Gerlache mit 17 Begleitern an Bord der Polarhav Antwerpen zu einer 
belgischen Expedition in die Antarktika, genau sechzig Jahre nach der Belgica-Expedition seines Vaters Adrien. Die Polarhav, ein norwegischer Robbenfänger mit 650 t Verdrängung, war mit Material für eine dauerhafte wissenschaftliche Station in der Antarktis ausgestattet, die durch Belgien im Rahmen des Internationalen Geophysikalischen Jahres 1957/58 errichtet werden sollte.
De Gerlache errichtete bis 1959 die Base Roi Baudouin auf dem Eisschelf vor der Küste des Königin-Maud-Landes, einem zu diesem Zeitpunkt noch weitgehend unerforschten Teil der Antarktis. In den folgenden beiden Jahren entsendete Belgien zwei weitere Expeditionen und die Station war bis Ende 1961 permanent besetzt. 1961 musste das Programm aufgegeben werden, da das nationale Zentrum für Polarforschung keine Finanzierung mehr erhielt. In Kooperation mit den Niederlanden kam es zwischen 1964 und 1966 zu weiterer Nutzung der Station in geringem Umfang. Erst 2009 weihte Belgien anlässlich des 50. Jahrestags der Errichtung der Base Roi Baudouin und im Rahmen des Internationalen Polarjahres 2007/8 die Prinzessin-Elisabeth-Station ein. 
Der Mount Gaston de Gerlache ist nach de Gerlache benannt. Gleiches gilt für den De Gerlacheberget.
Später war de Gerlache, der Doktor der Rechtswissenschaften war, unter anderem 18 Jahre Bürgermeister der Teilgemeinde Mullem der Stadt Oudenaarde.
Er war Président der Textilgruppe "Alsberge et van Oost" und der Assubel, eines Versicherers, heute Teil der Allianz.
Er war Präsident des nationalen belgischen Komitées für die Erforschung der Antarktis und Ehrenpräsident der Vereinigung der Reserveoffiziere der belgischen Luftwaffe. Er erhielt diverse Auszeichnungen, darunter den Leopoldsorden, den Orden Leopolds II., den belgischen Kronorden, den Orden von Oranien-Nassau und war Ritter vom Heiligen Grab zu Jerusalem.
Vor seinem Tod stand de Gerlache seinem Enkel Henri drei Tage vor der Kamera zur Verfügung, der unter dem Titel L’Antarctique en héritage 2009 ein Buch und eine DVD über seinen Großvater und seinen Urgroßvater veröffentlichte.
Die Beerdigungsfeierlichkeiten fanden 2006 in Huise, einem Ortsteil von Zingem, statt, wo de Gerlache mit seiner Frau Lily Van Oost lebte. Beerdigt wurde er im Familiengrab in Gomery in der Nähe von Virton, wo die Familie das Château de Gomery besitzt.